# Дьячков, Борис Михайлович
Бори́с Миха́йлович Дьячко́в (груз. ბორის დიაჩკოვი; 30 июня 1903 (в некоторых источниках — 23 августа 1903, 1902), Тифлис — 17 декабря 1986) — советский легкоатлет и тренер.
Заслуженный мастер спорта СССР (1940), заслуженный тренер СССР (1957), заслуженный работник физической культуры и спорта Грузинской ССР (1966), судья всесоюзной категории (1940). Выступал за СКА Тифлис (по 1924), Москву (1925—1928); армейские спортивные клубы ОППВ и ЦДКА. Работал тренером в Тбилиси; общество «Динамо». Майор.
2-кратный чемпион СССР (1924, 1927). Как тренер подготовил ряд известных спортсменов, среди которых метательница диска Н. Думбадзе и прыгун в высоту Р. Шавлакадзе.
Младший брат — Владимир Дьячков (1904—1981) — известный легкоатлет, тренер и учёный в области спортивной педагогики.

## Биография
Отец братьев Дьячковых (Бориса и Владимира), Михаил Иванович Дьячков, преподавал гимнастику в военном учебном заведении, и братья с детства занимались спортом. Вскоре после установления советской власти в Грузии (1921) в Тифлис вошла Восточная бригада курсантов под командованием Н. Н. Биязи, и братья вступили добровольцами в Красную Армию в качестве физруков пехотно-пулемётных курсов.
Основным видом спорта для братьев стала лёгкая атлетика. Первым соревнованием, в котором приняли участие братья, стала прошедшая в 1922 году первая Военно-стрелково-спортивная олимпиада Отдельной Кавказской армии.
В 1924 году Михаил Иванович возглавил открытую в Тифлисе Военную школу физического образования, и братьев перевели туда на должности преподавателей. В том же году они приняли участие во втором Всесоюзном празднике физической культуры (сейчас эти соревнования входят в справочники как чемпионат СССР 1924), где Борис выиграл тройной прыжок.
Летом 1925 года братья поступили в Государственный центральный институт физической культуры. После окончания института весной 1929 года Борис вернулся в Тифлис, где стал работать тренером. Борис проработал тренером в Грузии более 50 лет, был старшим тренером сборной Грузинской ССР, возглавлял тренерский совет. Работал в сборной СССР на Олимпийских играх в Хельсинки и Мельбурне. В 1938 году получил второе высшее образование, окончил Закавказский институт инженеров железнодорожного транспорта.
Во время Великой Отечественной войны Борис Дьячков занимался подготовкой резервов для действующей армии. Он был первым начальником Школы военного альпинизма и горнолыжного дела в Бакуриани, созданной 28 сентября 1942 года приказом генерала Н. Н. Биязи.
Женой Бориса стала его знаменитая ученица Нина Думбадзе (1919—1983). Их сын Юрий Дьячков (родился в 1940 году) — десятиборец, чемпион СССР 1965 и 1966 годов.

## Награды
- Орден Отечественной войны 2 степени
- Орден «Знак Почёта» (16.09.1960) — за успешные выступления в XVII летних и VIII зимних Олимпийских играх 1960 года, а также за выдающиеся спортивные достижения[4]
- Медаль «За победу над Германией»
- Медаль «За оборону Кавказа»[5]
- Медаль «За трудовую доблесть» (27.04.1957) — «за успехи, достигнутые в деле развития массового физкультурного движения в стране, повышения мастерства советских спортсменов, и успешное выступление на международных соревнованиях»
- Отличник физической культуры (1948[6])

## Спортивные достижения
|       | Бег на 110 м с барьерами | Бег на 110 м с барьерами | Эстафета 4×100 м    | Эстафета 4×100 м  | Тройной прыжок | Тройной прыжок | Десятиборье | Десятиборье |
| Место | Результат                | Место                    | Результат (команда) | Место             | Результат      | Место          | Результат   |             |
| ----- | ------------------------ | ------------------------ | ------------------- | ----------------- | -------------- | -------------- | ----------- | ----------- |
| 1924  |                          |                          |                     |                   | чемпион        | 12,14 м        |             |             |
| 1927  | 2-е место                | 17,2                     | чемпион             | 44,6 (сб. Москвы) |                |                |             |             |
| 1928  |                          |                          |                     |                   |                |                | 2-е место   | 5503        |
| 1931  | 3-е место                | 17,4                     |                     |                   |                |                |             |             |

|       | Бег на 110 м с барьерами | Бег на 110 м с барьерами | Эстафета 4×100 м    | Эстафета 4×100 м  |
| Место | Результат                | Место                    | Результат (команда) |                   |
| ----- | ------------------------ | ------------------------ | ------------------- | ----------------- |
| 1927  | 2-е место                | 17,2                     | чемпион             | 44,6 (сб. Москвы) |

Рекорд СССР
```
бег на 110 м с/б    16,8            11.08.1928   
Москва
```

## Тренер
Воспитанники:
- Думбадзе, Нина Яковлевна — чемпионка Европы 1946, 1950, бронзовый призёр ОИ 1952, установила 4 рекорда СССР, превышавших мировые, и 3 мировых рекорда (1939—1952) в метании диска.
- Гокиели, Елена Степановна — серебряный призёр ЧЕ 1946 в беге на 80 м с барьерами, бронзовый призёр в эстафете 4×100 м.
- Санадзе, Леван Георгиевич — чемпион Европы 1950, серебряный призёр ОИ 1952, бронзовый призёр ЧЕ 1954 в эстафете 4×100 м.
- Шавлакадзе, Роберт Михайлович (тренировал совместно с В. М. Дьячковым) — олимпийский чемпион 1960, бронзовый призёр ЧЕ 1962 в прыжках в высоту.
- Дьячков, Юрий Борисович — чемпион СССР 1965, 1966 в десятиборье.